# Raúl Orvañanos Jr.
Raúl Eduardo Orvañanos Gutiérrez (Ciudad de México, 3 de julio de 1968) es un exfutbolista mexicano que jugaba de guardameta. Es hijo del exjugador y comentarista Raúl Orvañanos.

## Trayectoria
Debutó con Cruz Azul en la temporada 89-90 en un Cruz Azul 2 - 2 Veracruz; como portero suplente tuvo poca actividad, solo disputó un 1 partido.
Para la temporada 92-93 fue transferido al Club Necaxa, también como segundo portero. No pudo destacarse y permaneció supliendo a arqueros como Adolfo Ríos y Nicolás Navarro entre otros.
Se retiró en 1998, ya que no tuvo la actividad deseada. En Primera División disputó 20 partidos, recibiendo 26 goles.

### Clubes
| Club          | País          | Año           | Partidos |
| ------------- | ------------- | ------------- | -------- |
| Cruz Azul     | México        | 1989 - 1991   | 1        |
| Club Necaxa   | México        | 1992 - 1994   | 25       |
| Club Necaxa   | México        | 1995 - 1998   | 17       |
| Total carrera | Total carrera | Total carrera | 43       |

## Títulos

### Campeonatos nacionales
| Título           | Club   | País   | Año     |
| ---------------- | ------ | ------ | ------- |
| Primera División | Necaxa | México | 1995/96 |
| Primera División | Necaxa | México | 1998    |

### Copas internacionales
| Título                | Club   | País   | Año  |
| --------------------- | ------ | ------ | ---- |
| Recopa de la CONCACAF | Necaxa | México | 1994 |